# Arrondissement di Rethel
L'arrondissement di Rethel è un arrondissement dipartimentale della Francia situato nel dipartimento delle Ardenne, nella regione Grand Est.

## Storia
Fu creato nel 1800 sulla base dei preesistenti distretti.

## Composizione
L'arrondissement è composto da 101 comuni raggruppati in 6 cantoni:
- cantone di Asfeld
- cantone di Château-Porcien
- cantone di Chaumont-Porcien
- cantone di Juniville
- cantone di Novion-Porcien
- cantone di Rethel